# دناتا
اتحاد النقل الجوي الوطني لدبي (بالإنجليزية: Dubai National Air Transport Association)‏ المعروف اختصاراً دناتا (بالإنجليزية: Dnata)‏ هو أحد أكبر مزودي خدمات الطيران في الشرق الأوسط، وينقسم إلى القطاعات التالية:
- دناتا للخدمات الأرضية (بالإنجليزية: Dnata Ground Handling)‏
- دناتا للشحن (بالإنجليزية: Dnata Cargo)‏
- دناتا لخدمات السفر (بالإنجليزية: Dnata Travel Services)‏

## لمحة تاريخية
يعود تأسيس دناتا إلى عام 1959 في دبي بالإمارات العربية المتحدة ،رديفة  لطيران الإمارات.ومن أهم  عملياتها تزويد شركات الطيران بخدمات تقديم الطعام ومناولة الأمتعة والبضائع.وشركات تقدم عروض لقضاء العطلات وخدمات حجز السفر للأفراد والشركات. كانت تضم في البداية 5 موظفين فقط، وأصل التسمية جاء من وكالة دبي الوطنية للرحلات الجوية Dubai National Air Travel Agency. أول توسع عالمي لها كان سنة 1993 ثم بدأ التوسع الفعلي باستحواذها على %23 من شركة Hogg Robinson Group ثم %49 من شركة الخدمات Mind Pearl في 2010 دناتا تستحوذ على Alpha Flight Limited وبذلك توسعت الشركة لتغطي حاجيات 62 مطار ب 12 دولة. بعدها استحوذت على الشركة البرازيلية RM Ground Services في نونبر 2015، وبذلك توسعت منطقة خدماتها إلى 84 دولة في القارات الست بتغطية أكثر من 150 خط جوي. سنة 2018 دخلت في شراكة مع الشركة البلجيكية Airline Catering Association ومقرها مدينة بروكسيل 

## إيرادات وأرباح الشركة
وصلت أرباح الشركة  إلى 1.4 مليار درهم (381.2 مليون دولار)،بزيادة 71% بحسب تقريرها السنوي لعام 2023كما ازدادت إيرادات "دناتا" نحو 30% إلى 19.2 مليار درهموذلك نتيجة  زيادة الرحلات الجوية على مستوى العالم.

## شهادة الإدارة البيئية
في عام 2023 أضحت دناتا أول شركة مزودة لخدمات طيران شاملة تنال  شهادة الإدارة البيئية من الاتحاد الدولي للنقل الجوي (إياتا) لالتزامها بالاستدامة عبر محفظتها المتنوعة من الأعمال والخدمات في دولة الإمارات العربية المتحدة.

## مجموعة دناتا القابضة
يعمل في دناتا حوالي 6,500 موظف. وهذه قائمة بالمطارات التي تقدم دناتا خدماتها بها:
- أستراليا — أديليد، بريزبان، داروين، ملبورن، بيرث وسيدني
- الصين — قوانغتشو وشيان
- باكستان — كراتشي، إسلام آباد، بشاور ولاهور
- الفلبين — مانيلا
- سنغافورة
- سويسرا — جنيف وزيورخ
- إنجلترا - لندن هيثرو

## وصلات خارجية
- الموقع الرسمي
- موقع دناتا سويسرا